# Liste der Biografien/Shap
Liste der Biografien |
Portal Biografien |
Personensuche
# |
A |
B |
C |
D |
E |
F |
G |
H |
I |
J |
K |
L |
M |
N |
O |
P |
Q |
R |
S |
T |
U |
V |
W |
X |
Y |
Z |
?
 
Sa |
Sb |
Sc |
Sd |
Se |
Sf |
Sg |
Sh |
Si |
Sj |
Sk |
Sl |
Sm |
Sn |
So |
Sp |
Sq |
Sr |
Ss |
St |
Su |
Sv |
Sw |
Sy |
Sz
 
Sha |
Shc |
She |
Shh |
Shi |
Shk |
Shl |
Shm |
Shn |
Sho |
Shp |
Shr |
Sht |
Shu |
Shv |
Shw |
Shy
 
Shaa |
Shab |
Shac |
Shad |
Shae |
Shaf |
Shag |
Shah |
Shai |
Shaj |
Shak |
Shal |
Sham |
Shan |
Shao |
Shap |
Shaq |
Shar |
Shas |
Shat |
Shau |
Shav |
Shaw |
Shax |
Shay |
Shaz
Die Liste der Biografien führt alle Personen auf, die in der deutschsprachigen Wikipedia einen Artikel haben. Dieses ist eine Teilliste mit 80 Einträgen von Personen, deren Namen mit den Buchstaben „Shap“ beginnt.

## Shap

### Shapa
- Shapard, Mary, US-amerikanische Friedensaktivistin

### Shapc
- Shapcott, Thomas (* 1935), australischer Schriftsteller

### Shape
- Shape, Schweizer Rapper
- Shapeero, Tristram (* 1966), englischer Filmregisseur und Filmproduzent
- Shapero, Harold (1920–2013), US-amerikanischer Komponist und Musikpädagoge
- Shapey, Ralph (1921–2002), US-amerikanischer Dirigent und Komponist

### Shapi
- Shapin, Steven (* 1943), US-amerikanischer Wissenschaftshistoriker und -soziologe
- Shapira, Amitzur (1932–1972), israelischer Leichtathletiktrainer, Opfer des Münchner Olympia-Attentats
- Shapira, Anita (* 1940), israelische Historikerin
- Shapira, Limor (* 1964), israelische Sängerin und Anwältin
- Shapira, Moses Wilhelm (1830–1884), Antiquitätenhändler
- Shapira, Omer (* 1994), israelische Radrennfahrerin
- Shapira, Shahak (* 1988), israelisch-deutscher Künstler, Schriftsteller, Musiker, Comedian und SatirikerShahak Shapira (* 1988)

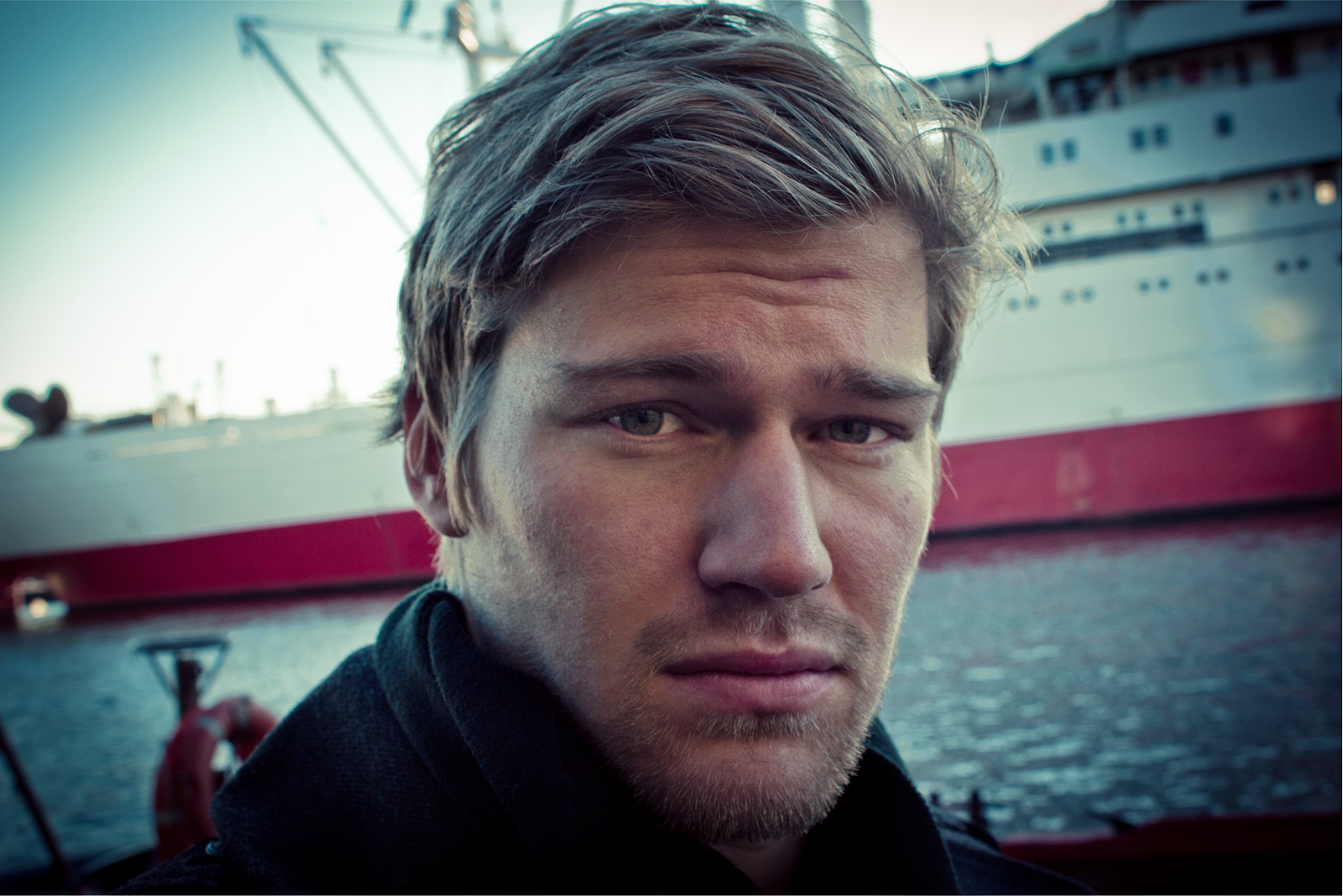
Shahak Shapira (* 1988)

- Shapiro, Alex (* 1962), US-amerikanische Komponistin
- Shapiro, Alexander (* 1949), sowjetisch-israelisch-US-amerikanischer Mathematiker
- Shapiro, Anatoly (1913–2005), ukrainisch-jüdischer Soldat der Roten Armee, beteiligt an der Befreiung des KZ Auschwitz
- Shapiro, Anna D. (* 1967), US-amerikanische Theaterregisseurin
- Shapiro, Arnold (* 1941), US-amerikanischer Regisseur, Drehbuchautor und Filmproduzent
- Shapiro, Arnold Samuel (1921–1962), US-amerikanischer Mathematiker
- Shapiro, Artie (1916–2003), US-amerikanischer Jazz-Bassist
- Shapiro, Ascher H. (1916–2004), US-amerikanischer Ingenieur
- Shapiro, Ben (* 1984), US-amerikanischer konservativer politischer KommentatorBen Shapiro (* 1984)

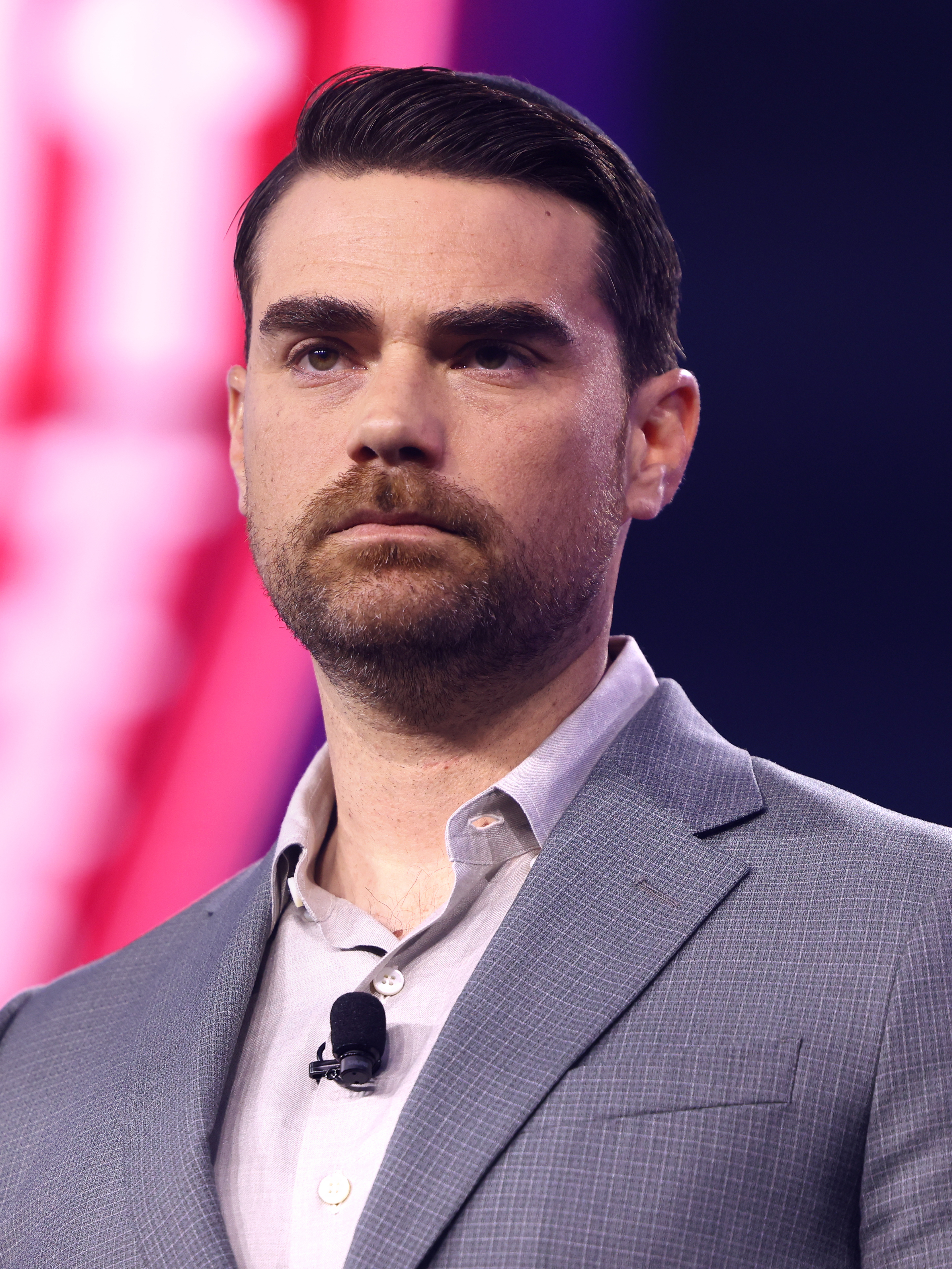
Ben Shapiro (* 1984)

- Shapiro, Beth (* 1976), US-amerikanische Evolutionsbiologin
- Shapiro, Carl (* 1955), US-amerikanischer Ökonom
- Shapiro, Dana Adam, Regisseur, Filmproduzent und Autor
- Shapiro, David (1952–2011), US-amerikanischer Jazzmusiker und Musikpädagoge
- Shapiro, Debbie (* 1954), US-amerikanische Schauspielerin und Sängerin
- Shapiro, Douglas (1959–2025), US-amerikanischer Radrennfahrer
- Shapiro, Francine (1948–2019), US-amerikanische Psychologin und Begründerin von EMDR
- Shapiro, Greg (* 1972), US-amerikanischer Filmproduzent
- Shapiro, Harold (1928–2021), US-amerikanischer Mathematiker
- Shapiro, Harry Lionel (1902–1990), US-amerikanischer Anthropologe
- Shapiro, Harvey (1911–2007), US-amerikanischer Cellist, Kammermusiker und Musikpädagoge
- Shapiro, Helen (* 1946), englische Popsängerin
- Shapiro, Irwin I. (* 1929), US-amerikanischer Astrophysiker
- Shapiro, James S. (* 1955), US-amerikanischer Anglist und Biograf
- Shapiro, Jeffrey H. (* 1946), US-amerikanischer Ingenieur und Quantenphysiker
- Shapiro, Jesse, US-amerikanischer Wirtschaftswissenschaftler und Hochschullehrer
- Shapiro, Joel (* 1934), US-amerikanischer Pianist und Musikpädagoge
- Shapiro, Joel (1941–2025), amerikanischer bildender Künstler
- Shapiro, Jonathan (* 1958), südafrikanischer Karikaturist
- Shapiro, Josh (* 1973), US-amerikanischer PolitikerJosh Shapiro (* 1973)

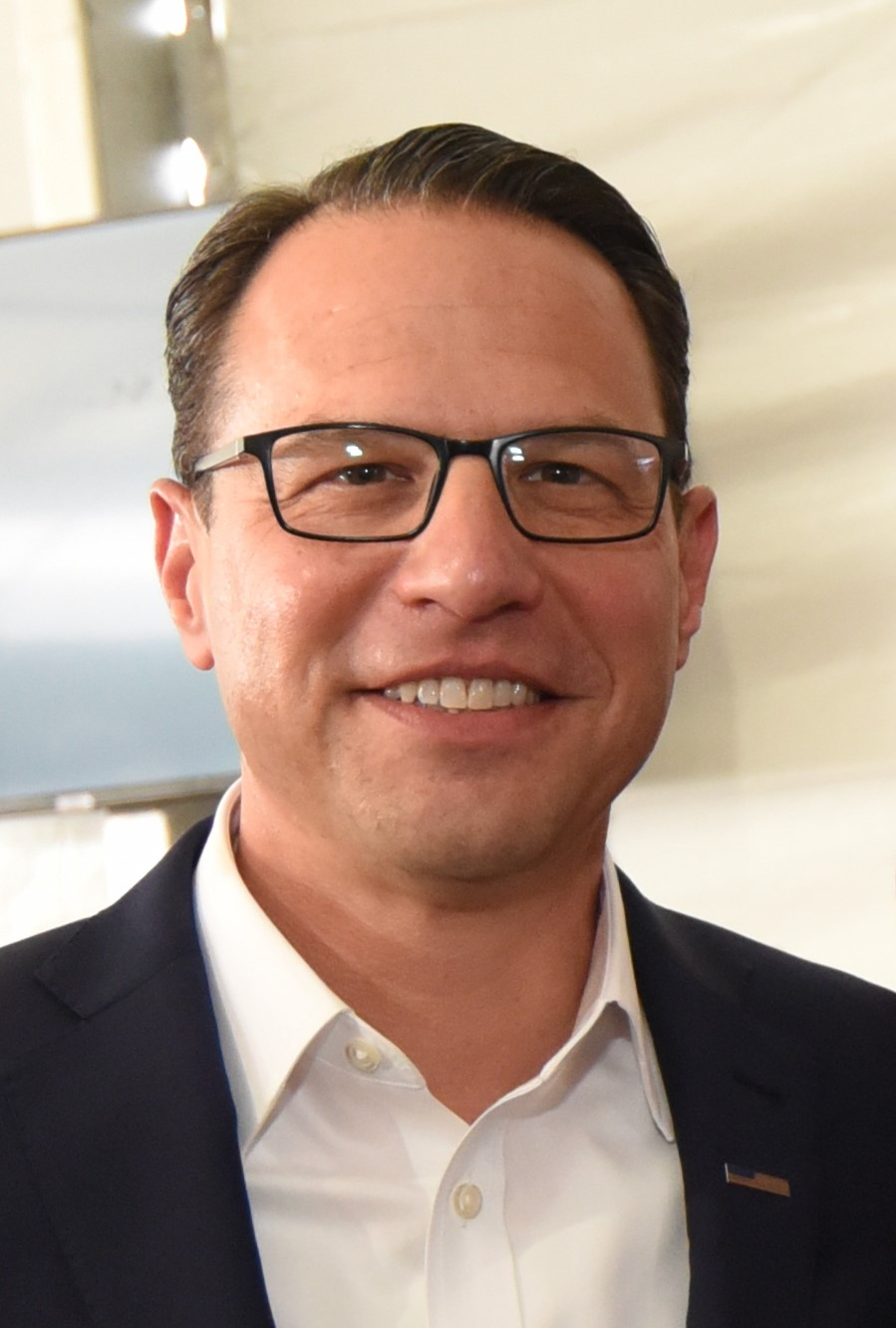
Josh Shapiro (* 1973)

- Shapiro, Justine (* 1964), US-amerikanische Filmproduzentin, Filmregisseurin und Filmschauspielerin
- Shapiro, Karl (1913–2000), US-amerikanischer Dichter
- Shapiro, Lucy (* 1940), US-amerikanische Entwicklungsbiologin und Professorin an der Stanford University
- Shapiro, Margaret (* 1976), US-amerikanische Triathletin
- Shapiro, Melvin (1925–2007), US-amerikanischer Filmeditor
- Shapiro, Michael (* 1940), US-amerikanischer Philosoph und Politikwissenschaftler
- Shapiro, Milly (* 2002), US-amerikanische Theater- und Filmschauspielerin und Sängerin
- Shapiro, Monte B. (1912–2000), britischer Klinischer Psychologe
- Shapiro, Moshe (1944–2013), israelischer theoretischer Chemiker
- Shapiro, Nat (1922–1983), US-amerikanischer Jazz-Autor und Produzent
- Shapiro, Paul A., US-amerikanischer Historiker
- Shapiro, Raphael Borissowitsch (1926–1993), sowjetischer und israelischer Ingenieur und Erfinder, Autor wissenschaftspopulärer Bücher, Publizist, Journalist, Übersetzer und Rundfunkkommentator
- Shapiro, Rick (* 1959), US-amerikanischer Stand-up-Comedian, Schauspieler und AutorRick Shapiro (* 1959)

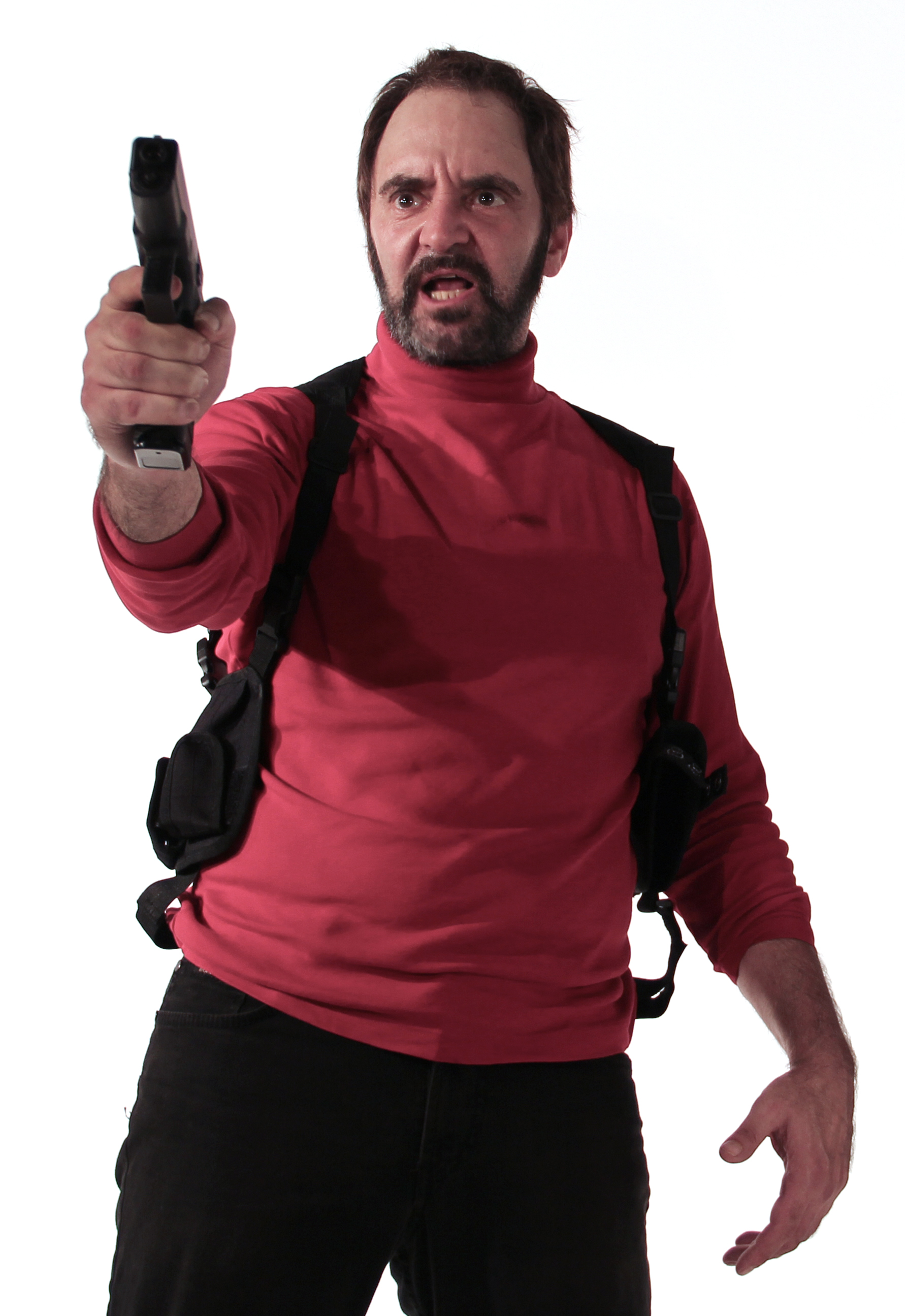
Rick Shapiro (* 1959)

- Shapiro, Robert (1935–2011), US-amerikanischer Chemiker
- Shapiro, Robert (* 1942), US-amerikanischer Rechtsanwalt
- Shapiro, Sally, schwedische Sängerin
- Shapiro, Sam (1914–1999), US-amerikanischer Biostatistiker, Mathematiker und Epidemiologe
- Shapiro, Samuel (1907–1987), US-amerikanischer Politiker, Gouverneur von Illinois
- Shapiro, Samuel (* 1927), US-amerikanischer Politiker
- Shapiro, Sidney (1915–2014), US-amerikanisch-chinesischer Autor und Übersetzer
- Shapiro, Stanley (1925–1990), US-amerikanischer Drehbuchautor und Filmproduzent
- Shapiro, Stewart (* 1951), US-amerikanischer Wissenschaftler
- Shapiro, Stuart L. (* 1947), US-amerikanischer theoretischer Astrophysiker
- Shapiro, Theodore (* 1971), US-amerikanischer Filmkomponist

### Shapl
- Shapland, Joanna (* 1950), britische Psychologin und Kriminologin
- Shapleigh, Frank Henry (1842–1906), US-amerikanischer Maler
- Shapley, Harlow (1885–1972), US-amerikanischer Astronom
- Shapley, Lloyd S. (1923–2016), US-amerikanischer Wirtschaftswissenschaftler und Mathematiker
- Shapley, Martha Betz (1890–1981), amerikanische Mathematikerin und Astronomin
- Shapli, Omar (1930–2010), US-amerikanischer Schauspieler, Schauspiellehrer und Autor

### Shapo
- Shapourzadeh, Amir (* 1982), deutsch-iranischer Fußballspieler
- Shapovalov, Denis (* 1999), kanadischer TennisspielerDenis Shapovalov (* 1999)

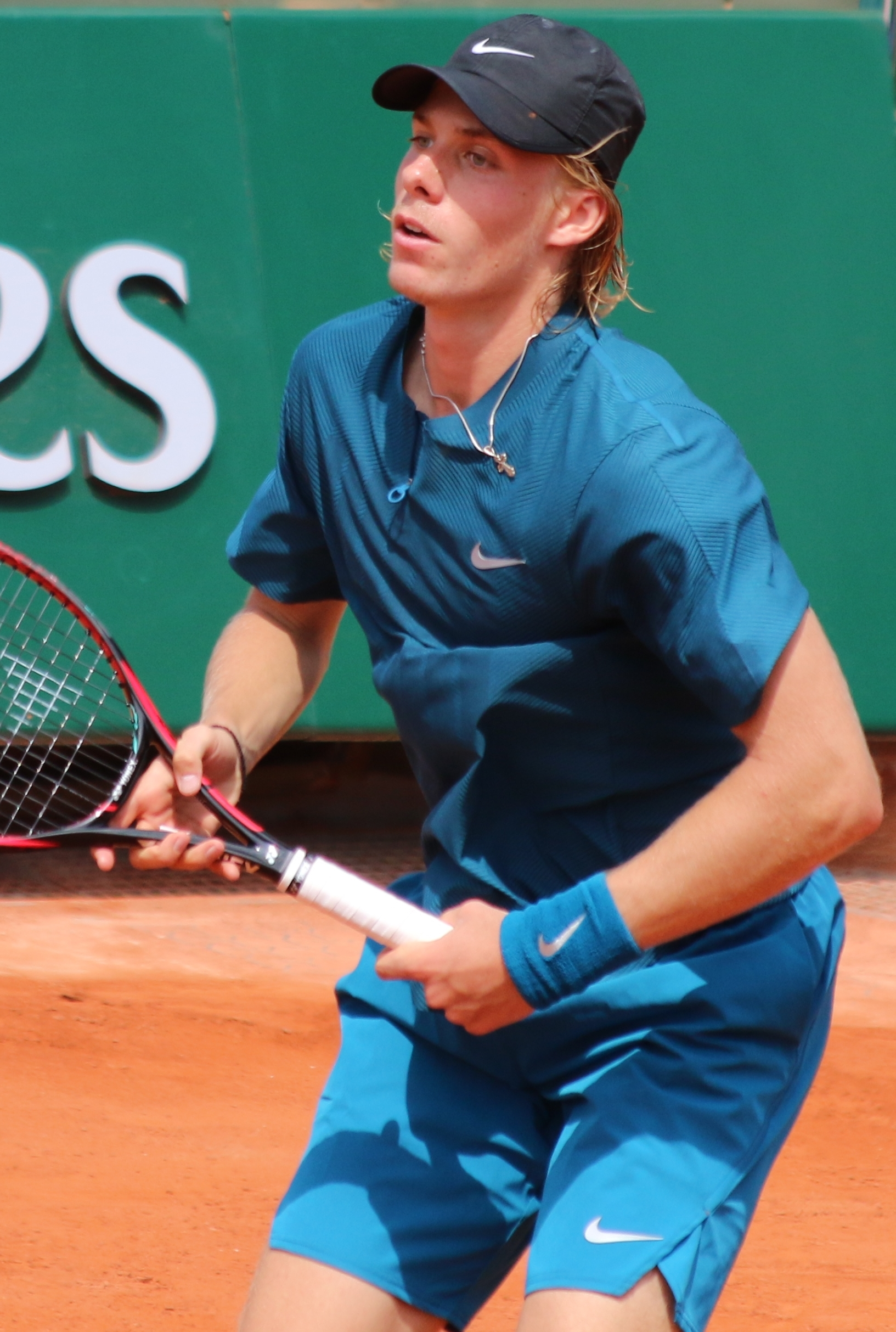
Denis Shapovalov (* 1999)

- Shapovalov, Mykyta (* 2005), ukrainischer Volleyballspieler

### Shapp
- Shapp, Milton (1912–1994), US-amerikanischer Politiker, Gouverneur von Pennsylvania
- Shapplin, Emma (* 1974), französische Opern-Koloratursopranistin
- Shapps, Grant (* 1968), britischer Politiker (Conservative Party), Autor

### Shaps
- Shaps, Cyril (1923–2003), britischer Schauspieler

### Shapt
- Shapton, Leanne (* 1973), kanadische Künstlerin und Autorin